# Bentley Continental GTC
Der Bentley Continental GTC bzw. Bentley Continental GT Convertible ist ein zweitüriges viersitziges Luxuscabrio auf Basis des entsprechenden Coupés Bentley Continental GT.
Die Abkürzung GT steht hierbei für Gran Turismo.

## Erste Generation (2006–2011)
Das Fahrzeug wurde Mitte 2006 auf der NYIAS offiziell präsentiert, wurde aber schon früher als Studie gezeigt. Das Cabrio wird mit dem üblichen 412 kW (560 PS) starken 12-Zylinder aus dem Bentley Continental GT (ursprünglich aus dem VW Phaeton W12, aber aufgeladen) angetrieben. Es hat Luftfederung und Allradantrieb und erreicht eine Höchstgeschwindigkeit von 312 km/h. Das Cabrio besitzt ein traditionelles Stoffdach, das vom Spezialisten Karmann in Osnabrück hergestellt wurde.

### GTC Speed
Im Jahre 2009 auf der NAIAS in Detroit wurde die Cabriolet-Baureihe um die leistungsgesteigerte Variante GTC Speed erweitert. Der Namenszusatz Speed ist angelehnt an die legendären Speed-Modelle der Gründerjahre. Neben der Leistungssteigerung verfügt der GTC Speed über ein leicht geändertes Fahrwerk, andere Räder sowie ein 3-Speichen-Sportlenkrad. Im Rahmen der Einführung des GTC Speed wurde die Baureihe einer leichten Modellpflege mit modifizierter Frontansicht unterzogen. Vor allem aber wurden auch die Motoren aller Continental-Modelle effizienter ausgelegt, so sank der Durchschnittsverbrauch bei unveränderter Leistung um einen halben Liter/100 Kilometer.

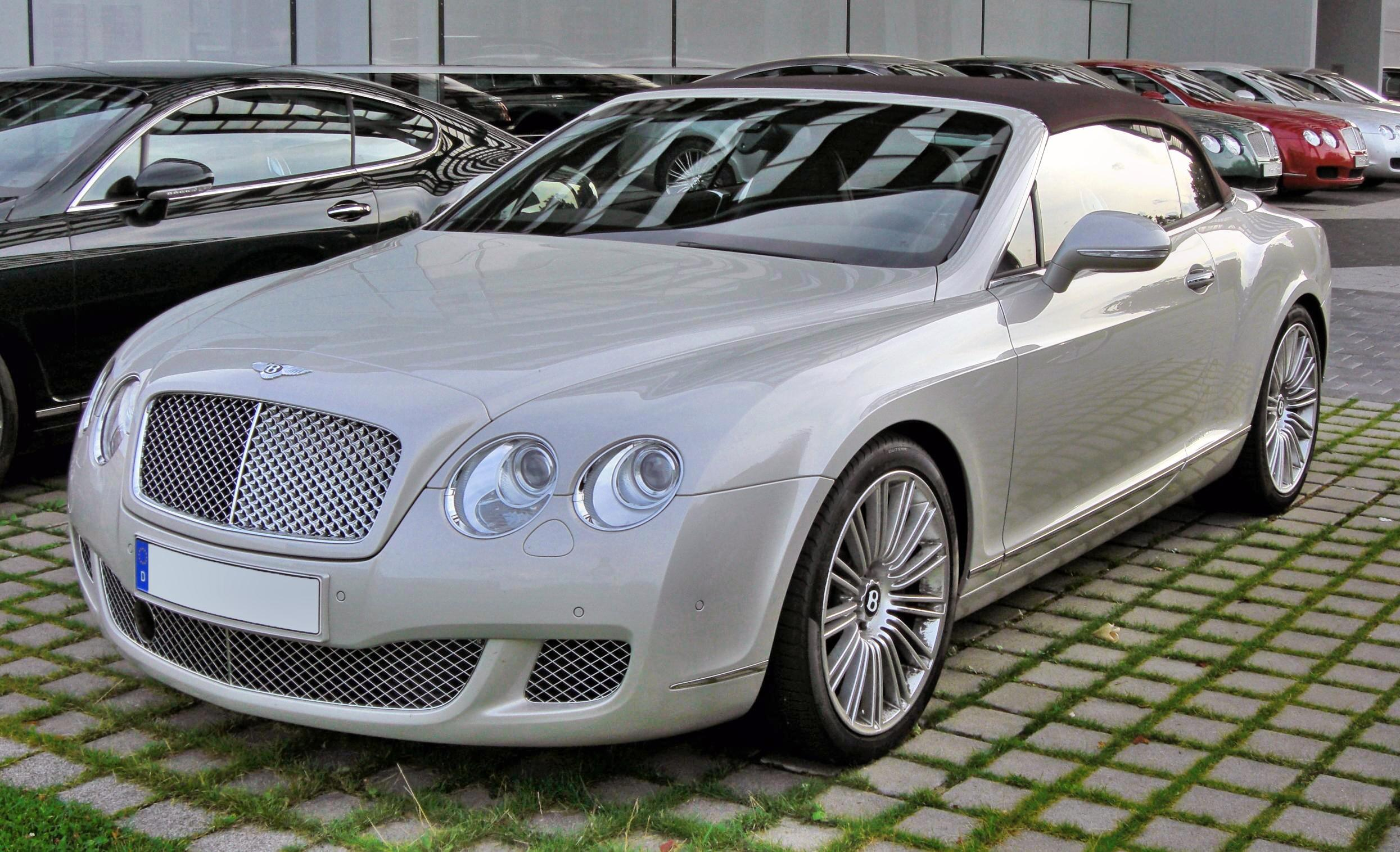
Bentley Continental GTC Speed
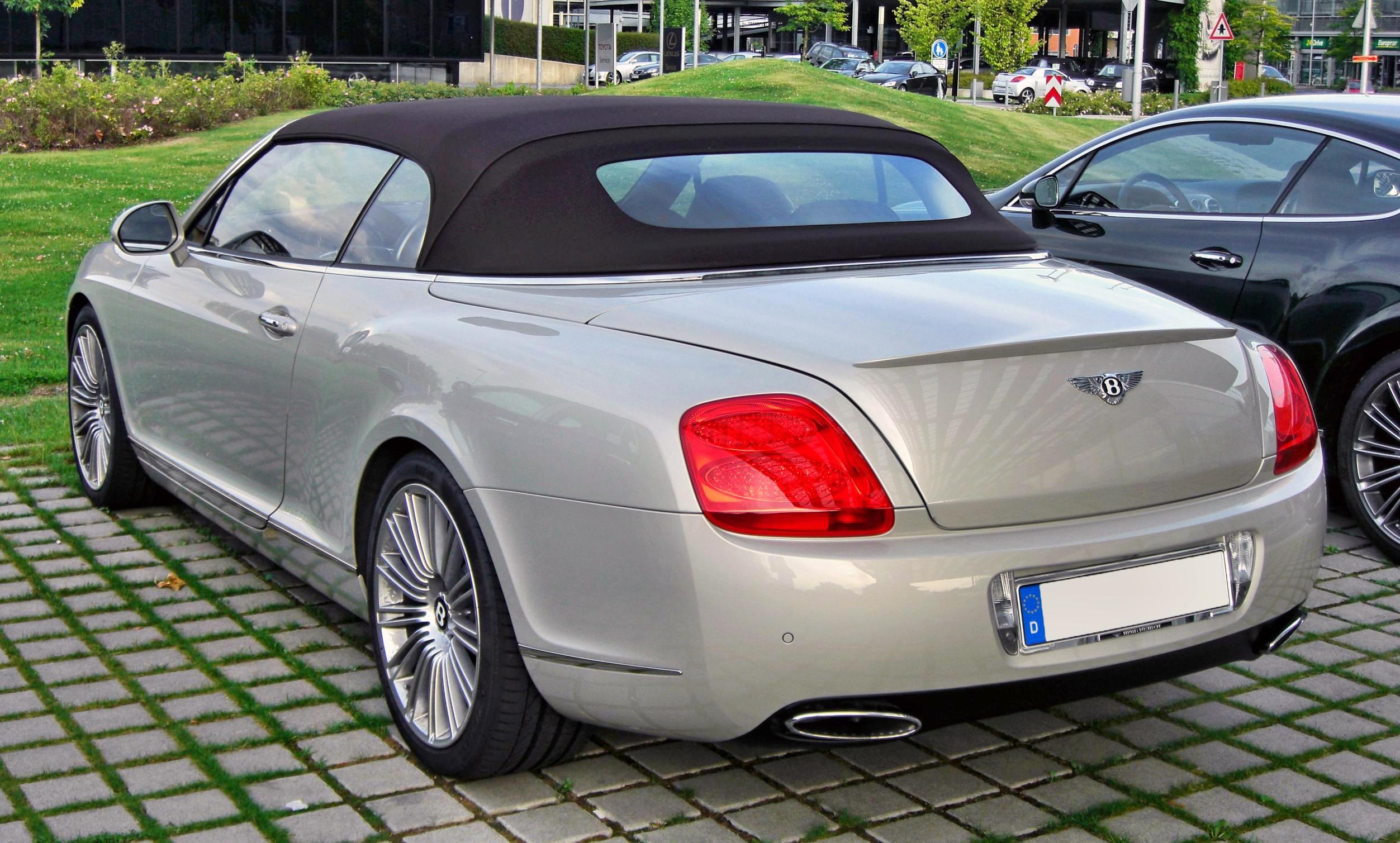
Heckansicht

### Technische Daten
|                                             | Continental GTC              | Continental GTC Speed        |                          |
| ------------------------------------------- | ---------------------------- | ---------------------------- | ------------------------ |
| Bauzeitraum                                 | 12/2006–03/2011              | 10/2009–03/2011              |                          |
| Motorart                                    | Ottomotor                    | Ottomotor                    |                          |
| Arbeitsverfahren                            | Viertakt                     | Viertakt                     |                          |
| Motorbauart und Zylinderanzahl              | W12                          | W12                          |                          |
| Motoraufladung                              | Biturbo                      | Biturbo                      |                          |
| Einbaulage                                  | Vorn längs                   | Vorn längs                   |                          |
| Ventile/Nockenwellen                        | 4 pro Zylinder/4             | 4 pro Zylinder/4             |                          |
| Hubraum                                     | 5998 cm³                     | 5998 cm³                     |                          |
| Bohrung × Hub                               | 84,0 mm × 90,2 mm            | 84,0 mm × 90,2 mm            |                          |
| max. Leistung                               | 412 kW (560 PS) bei 6100/min | 449 kW (610 PS) bei 6000/min |                          |
| max. Drehmoment                             | 650 Nm bei 1600/min          | 750 Nm bei 1700/min          |                          |
| Getriebe                                    | 6-Gang-Automatikgetriebe     | 6-Gang-Automatikgetriebe     | 6-Gang-Automatikgetriebe |
| Antriebsart                                 | Allradantrieb                | Allradantrieb                |                          |
| Drehmomentverteilung vorne:hinten           | 50 : 50                      | 50 : 50                      |                          |
| Höchstgeschwindigkeit                       | 312 km/h                     | 322 km/h                     |                          |
| Beschleunigung, 0–100 km/h                  | 5,1 s                        | 4,8 s                        |                          |
| Kraftstoffverbrauch auf 100 km (kombiniert) | 16,6 l Super Plus            | 16,6 l Super Plus            |                          |
| CO2-Emission (kombiniert)                   | 396 g/km                     | 396 g/km                     |                          |
| Abgasnorm nach EU-Klassifikation            | Euro 4                       | Euro 4                       |                          |

## Zweite Generation (2011–2018)
Auf der IAA 2011 wurde die zweite Generation des nun als GT Convertible bezeichneten Modells vorgestellt. Diese wird mit einem neuen Motor ausgestattet, welcher statt bisher 412 kW nun 423 kW (575 PS) leistet. Somit erfolgt der Sprint von 0 auf 100 km/h in 4,8 Sekunden, die Endgeschwindigkeit liegt bei 314 km/h. Äußerlich wurden nur leichte Veränderungen vorgenommen, welche vor allem an den Scheinwerfern zu erkennen sind. Der neue Preis für das Luxus-Cabrio soll bei rund 202.000 Euro liegen. Die ersten Modelle wurden seit Dezember 2011 ausgeliefert.

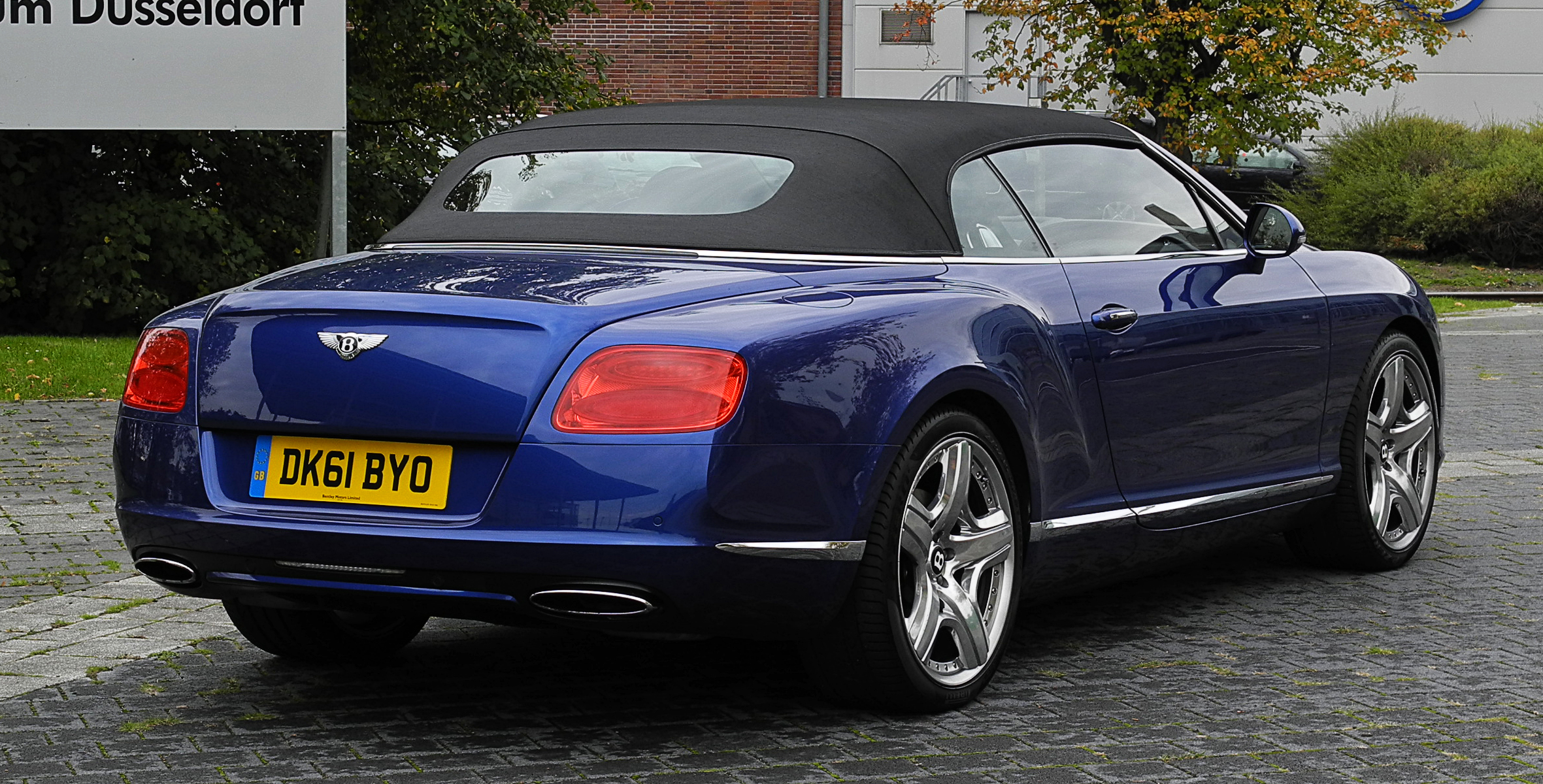
Heckansicht
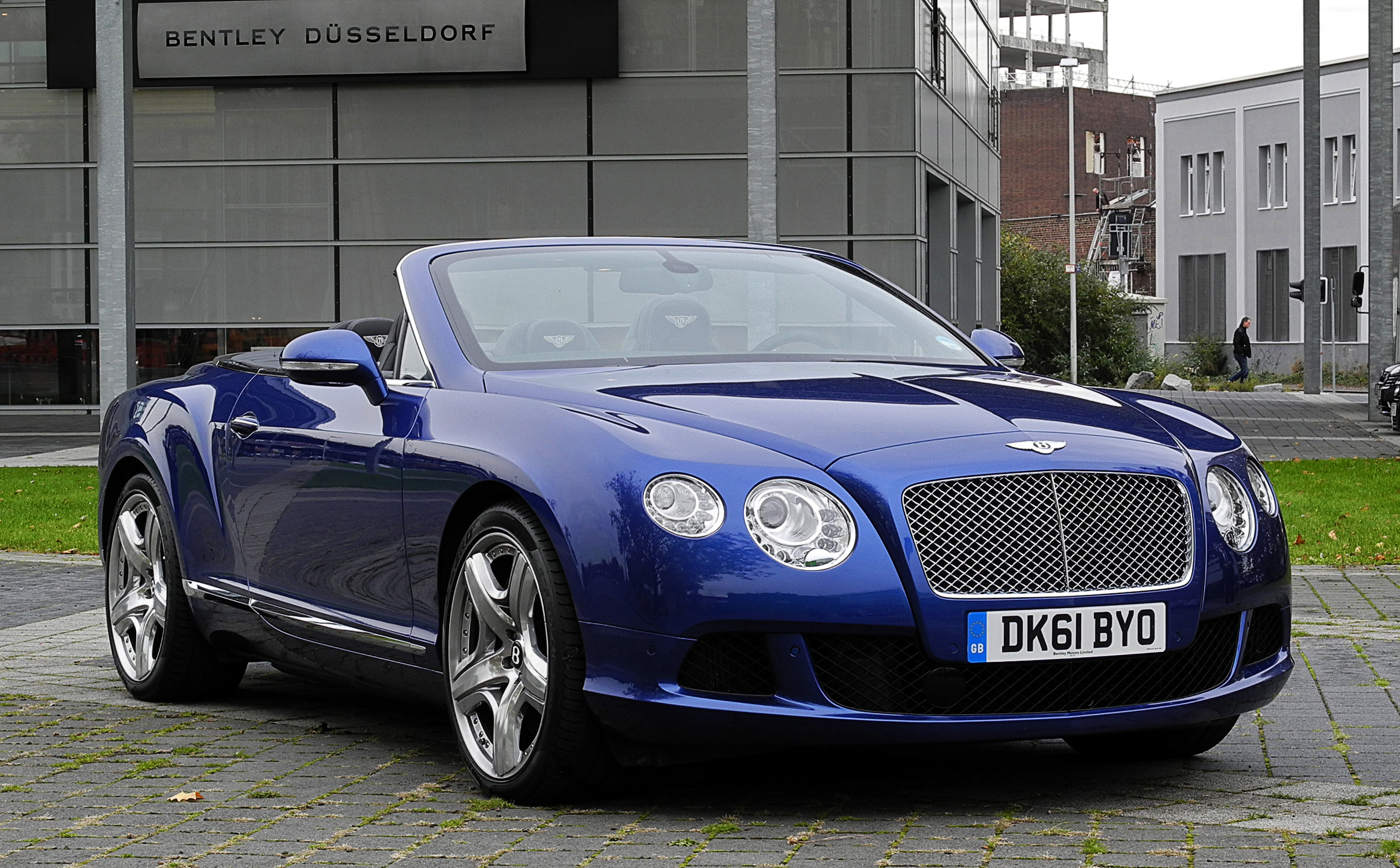
Bentley Continental GTC, geöffnet (2011–2015)
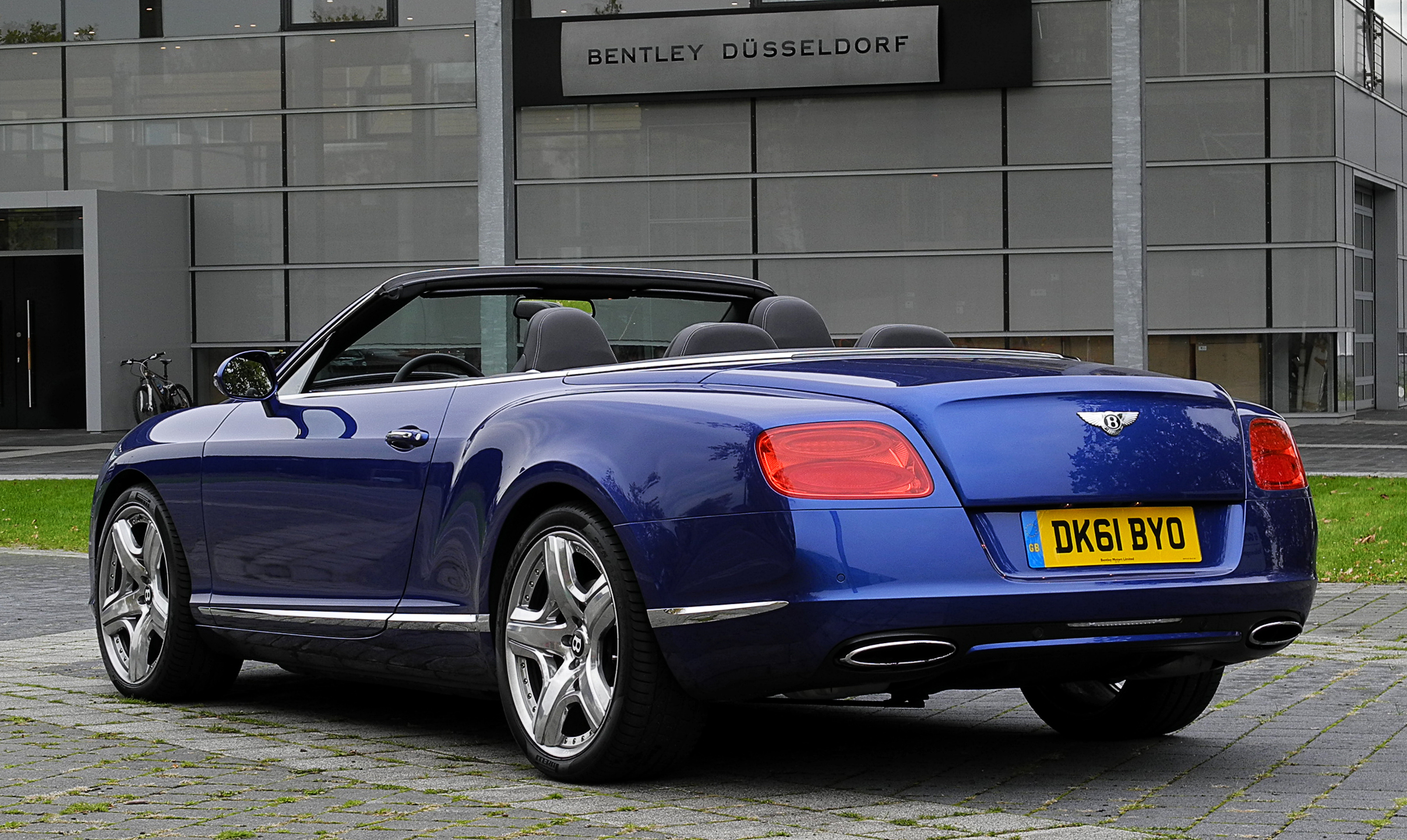
Heckansicht
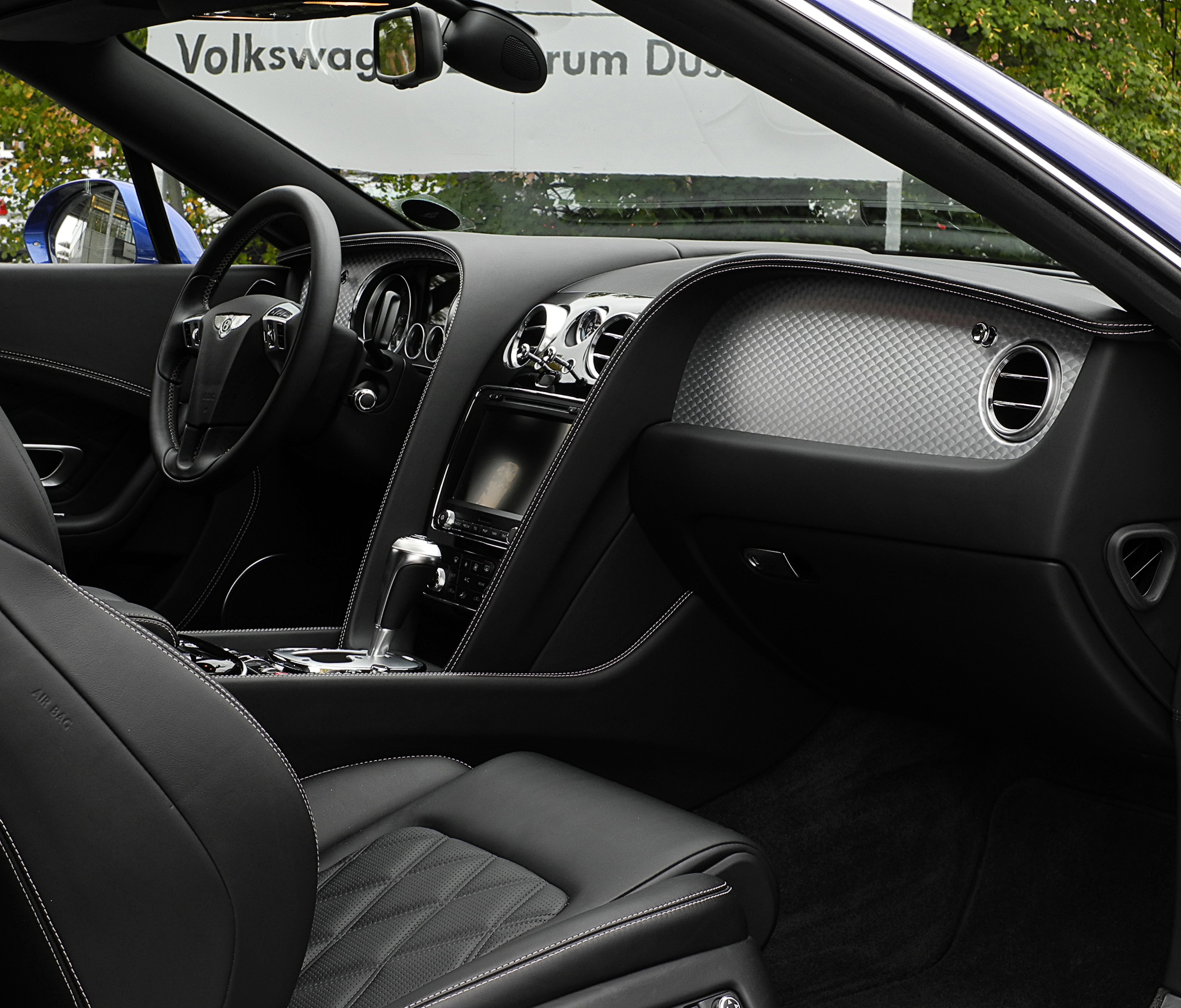
Innenraum
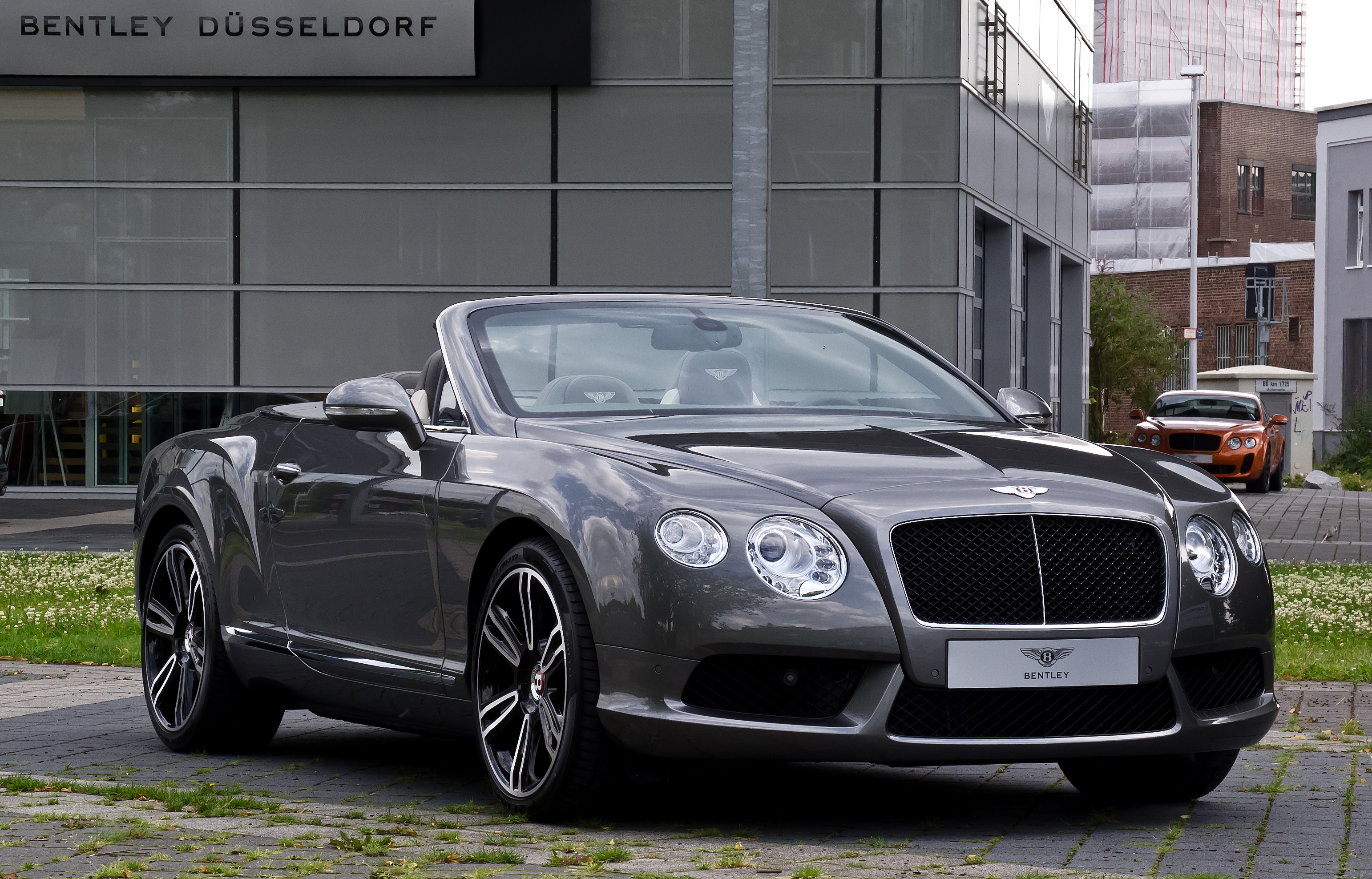
Bentley Continental GTC V8, geöffnet (2012–2018)
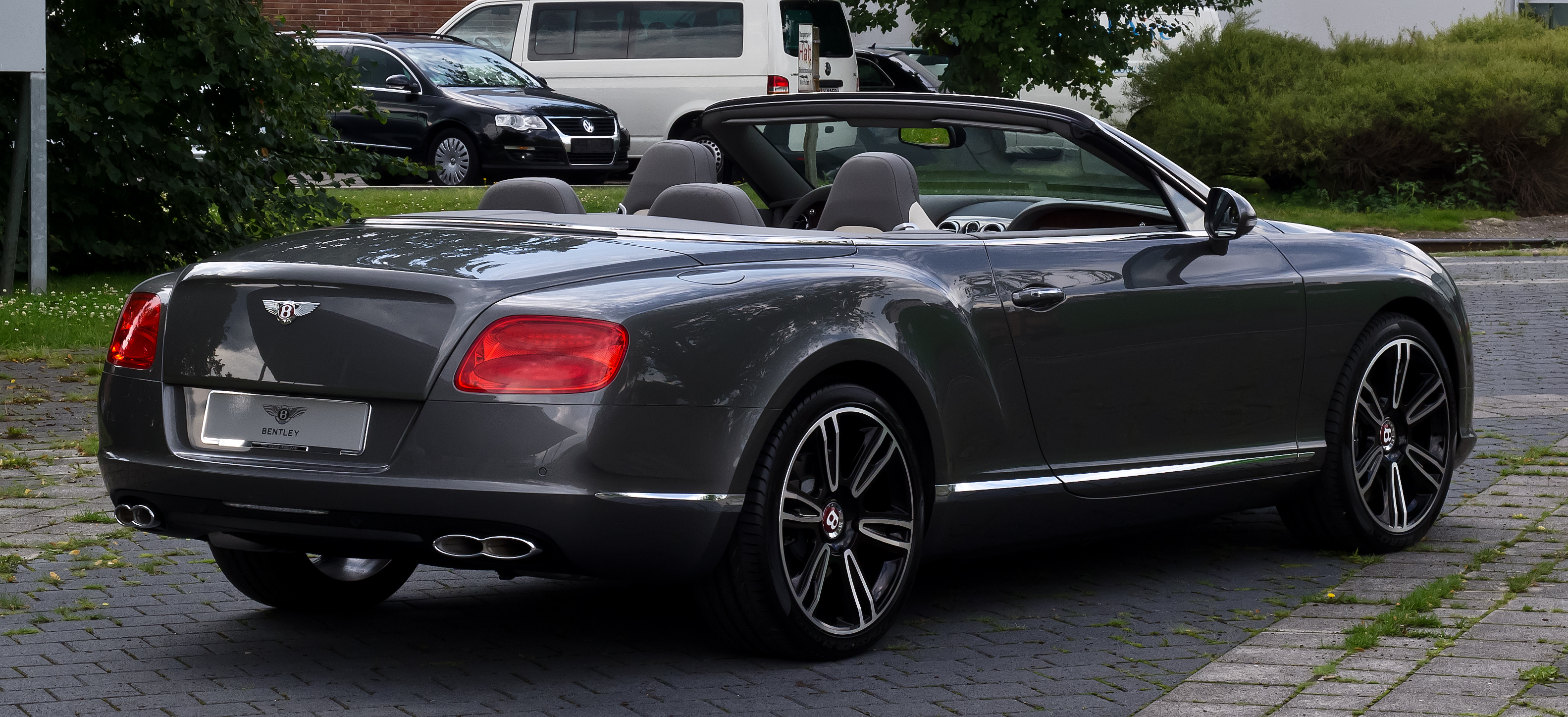
Heckansicht
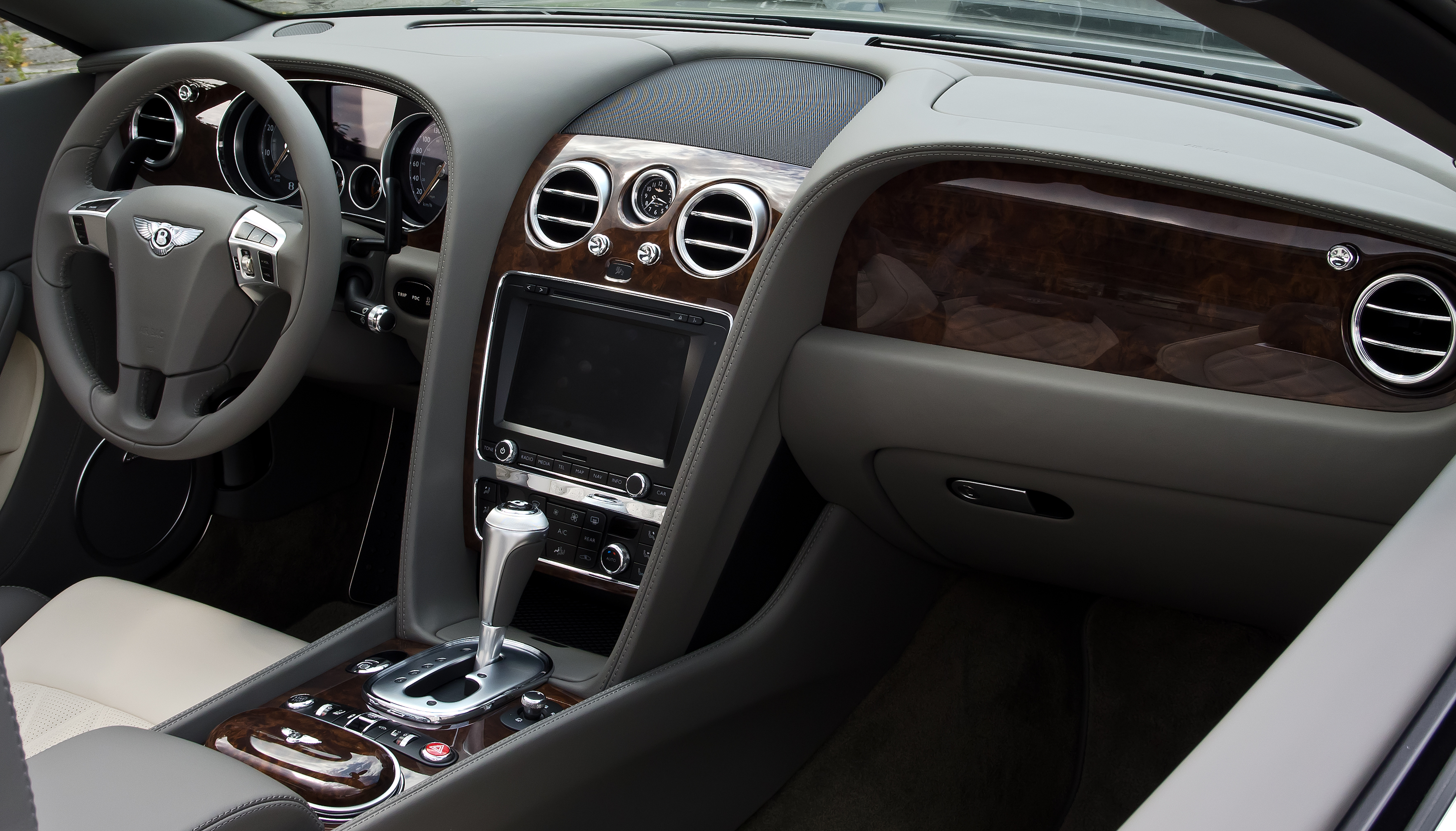
Innenraum
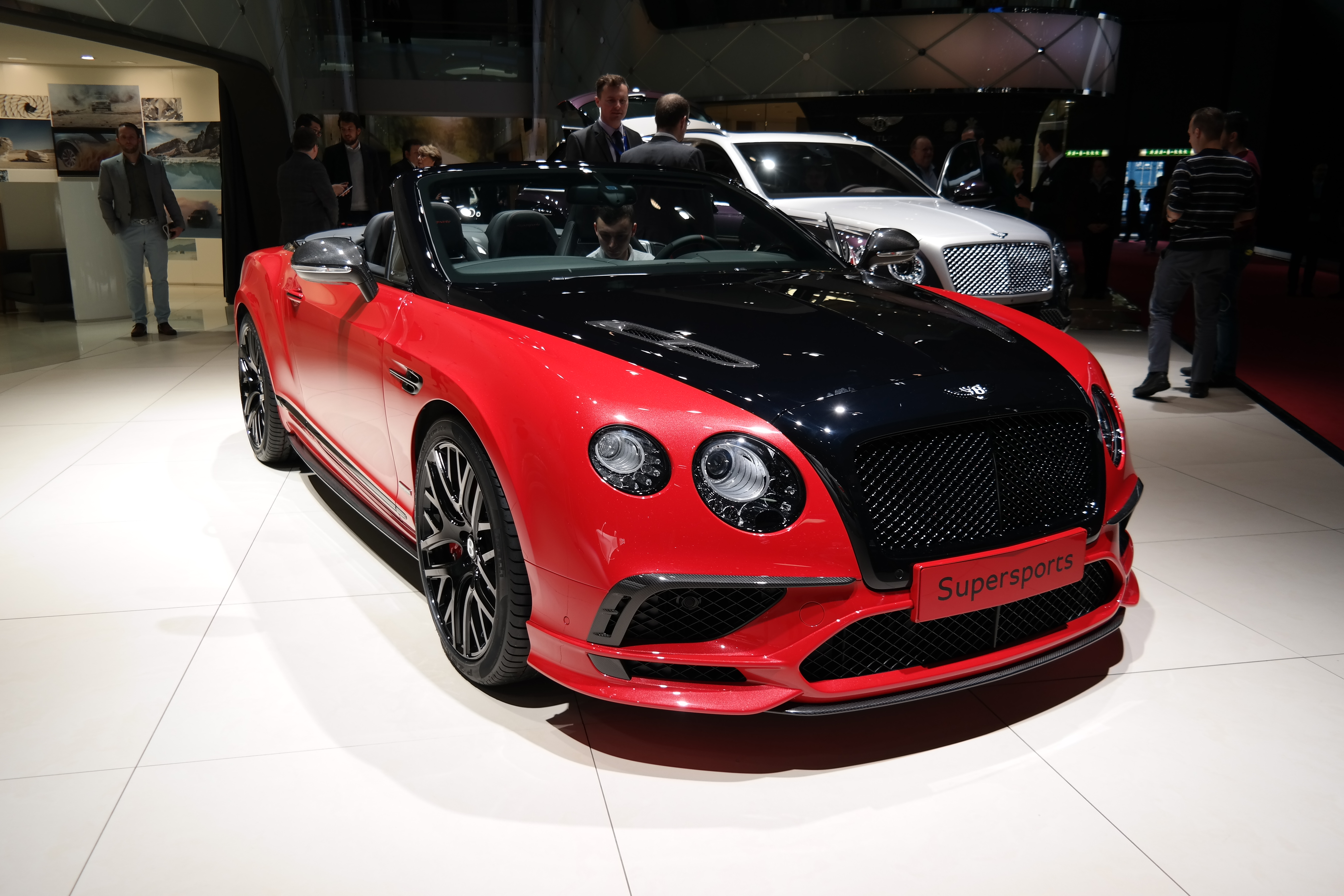
Bentley Continental GTC Supersports (2017–2018)

### Speed Convertible
Zum Modelljahr 2015 wurde der Speed abermals leicht überarbeitet. Vorgestellt wurden diese Neuerungen auf dem Genfer Auto-Salon 2014. Der Wagen hat nunmehr serienmäßig in Wagenfarbe lackierte Karosserieanbauteile, welche bis dahin Sonderausstattung waren. Zudem sind die Heckleuchten nun, wie auch beim GT V8 S, dunkel getönt und auch die Frontscheinwerfer sind abgedunkelt. Außerdem verwendet Bentley bei diesem Modell an den Kotflügeln sowie im Interieur Speed-Schriftzüge (Kotflügel, Armaturenbrett, Kopfstützen). Es gibt neue Außen- sowie Innenfarben und eine neue Farbaufteilung im Interieur. Die Leistung des W12-Aggregats wurde auf 467 kW (635 PS) erhöht.

### Modellpflege 2015
Auf dem Genfer Autosalon 2015 präsentierte Bentley eine leicht überarbeitete Continental-Baureihe. Neu gestaltet ist die Frontpartie, welche eine neue Stoßstange mit geändertem Design sowie einen leicht veränderten Kühlergrill aufweist. Das Heck ist ebenfalls neu gestaltet, so findet man hier eine neue Heckstoßstange und einen neuen Kofferraumdeckel. Die Chromzierleiste umfasst nun das komplette Heck, ähnlich wie beim Mulsanne. Ebenfalls neu sind die seitlichen Luftauslässe in Form des „Flying B“. Es sind neue Farben sowie neue Felgendesigns erhältlich. Im Interieur wurden das Lenkrad sowie die Schaltwippen dezent verändert, ebenso die Sitzdesigns. Leichte Überarbeitung erhielten auch die Schaltkulisse sowie die darumliegenden Schalter. Als neue Option bietet Bentley künftig auch einen WiFi-Hotspot im Continental. Das V8-Modell bietet zudem ein neues Ablagefach im Fond, welches speziell für iPads gedacht ist und auch die entsprechenden Anschlüsse beherbergt. Die Leistung des W12 wurde auf 434 kW (590 PS) erhöht.

### Continental Supersports
Im Januar 2017 präsentierte Bentley auf der North American International Auto Show in Detroit den 522 kW (710 PS) starken Continental Supersports Convertible. Mit einer Höchstgeschwindigkeit von 330 km/h ist das Fahrzeug aktuell das schnellste viersitzige Cabriolet der Welt.

### Technische Daten
|                                             | GTC V8                       | GTC V8 S                     | Continental GTC              | Continental GTC              | Continental GTC Speed        | Continental GTC Speed        | Continental GTC Speed        | Continental GTC Supersports  |
| ------------------------------------------- | ---------------------------- | ---------------------------- | ---------------------------- | ---------------------------- | ---------------------------- | ---------------------------- | ---------------------------- | ---------------------------- |
| Bauzeitraum                                 | 04/2012–08/2018              | 01/2014–08/2018              | 03/2011–05/2014              | 10/2016–08/2018              | 10/2012–05/2014              | 05/2014–10/2016              | 10/2016–08/2018              | 02/2017–08/2018              |
| Motorart                                    | Ottomotor                    | Ottomotor                    | Ottomotor                    | Ottomotor                    | Ottomotor                    | Ottomotor                    | Ottomotor                    | Ottomotor                    |
| Arbeitsverfahren                            | Viertakt                     | Viertakt                     | Viertakt                     | Viertakt                     | Viertakt                     | Viertakt                     | Viertakt                     | Viertakt                     |
| Motorbauart und Zylinderanzahl              | V8                           | V8                           | W12                          | W12                          | W12                          | W12                          | W12                          | W12                          |
| Motoraufladung                              | Biturbo                      | Biturbo                      | Biturbo                      | Biturbo                      | Biturbo                      | Biturbo                      | Biturbo                      | Biturbo                      |
| Einbaulage                                  | Vorn längs                   | Vorn längs                   | Vorn längs                   | Vorn längs                   | Vorn längs                   | Vorn längs                   | Vorn längs                   | Vorn längs                   |
| Ventile/Nockenwellen                        | 4 pro Zylinder/4             | 4 pro Zylinder/4             | 4 pro Zylinder/4             | 4 pro Zylinder/4             | 4 pro Zylinder/4             | 4 pro Zylinder/4             | 4 pro Zylinder/4             | 4 pro Zylinder/4             |
| Hubraum                                     | 3993 cm³                     | 3993 cm³                     | 5998 cm³                     | 5998 cm³                     | 5998 cm³                     | 5998 cm³                     | 5998 cm³                     | 5998 cm³                     |
| Bohrung × Hub                               | 84,5 mm × 89,0 mm            | 84,5 mm × 89,0 mm            | 84,0 mm × 90,2 mm            | 84,0 mm × 90,2 mm            | 84,0 mm × 90,2 mm            | 84,0 mm × 90,2 mm            | 84,0 mm × 90,2 mm            | 84,0 mm × 90,2 mm            |
| max. Leistung                               | 373 kW (507 PS) bei 6000/min | 389 kW (529 PS) bei 6000/min | 423 kW (575 PS) bei 6000/min | 434 kW (590 PS) bei 6000/min | 460 kW (625 PS) bei 6000/min | 467 kW (635 PS) bei 6000/min | 472 kW (642 PS) bei 5900/min | 522 kW (710 PS) bei 6000/min |
| max. Drehmoment                             | 660 Nm bei 1700/min          | 680 Nm bei 1700/min          | 700 Nm bei 1700/min          | 720 Nm bei 1800/min          | 800 Nm bei 2000/min          | 820 Nm bei 1700/min          | 840 Nm bei 2000–5000/min     | 1017 Nm bei 2050–4500/min    |
| Getriebe                                    | 8-Gang-Automatikgetriebe     | 8-Gang-Automatikgetriebe     | 8-Gang-Automatikgetriebe     | 8-Gang-Automatikgetriebe     | 8-Gang-Automatikgetriebe     | 8-Gang-Automatikgetriebe     | 8-Gang-Automatikgetriebe     | 8-Gang-Automatikgetriebe     |
| Antriebsart                                 | Allradantrieb                | Allradantrieb                | Allradantrieb                | Allradantrieb                | Allradantrieb                | Allradantrieb                | Allradantrieb                | Allradantrieb                |
| Drehmomentverteilung vorne:hinten           | 40 : 60                      | 40 : 60                      | 40 : 60                      | 40 : 60                      | 40 : 60                      | 40 : 60                      | 40 : 60                      | 40 : 60                      |
| Höchstgeschwindigkeit                       | 301 km/h                     | 308 km/h                     | 314 km/h                     | 315 km/h                     | 326 km/h                     | 327 km/h                     | 328 km/h                     | 330 km/h                     |
| Beschleunigung, 0–100 km/h                  | 5,0 s                        | 4,7 s                        | 4,7 s                        | 4,7 s                        | 4,5 s                        | 4,4 s                        | 4,3 s                        | 3,9 s                        |
| Kraftstoffverbrauch auf 100 km (kombiniert) | 10,9 l Super Plus            | 10,9 l Super Plus            | 14,9 l Super Plus            | 14,3 l Super Plus            | 14,9 l Super Plus            | 14,9 l Super Plus            | 14,9 l Super Plus            | 15,9 l Super Plus            |
| CO2-Emission (kombiniert)                   | 254 g/km                     | 254 g/km                     | 347 g/km                     | 333 g/km                     | 347 g/km                     | 347 g/km                     | 347 g/km                     | 362 g/km                     |
| Abgasnorm nach EU-Klassifikation            | Euro 5                       | Euro 5                       | Euro 5                       | Euro 6                       | Euro 5                       | Euro 5                       | Euro 6                       | Euro 6                       |

## Continental GTC (2019–2024)
Erste Bilder der dritten Generation wurden am 26. November 2018 veröffentlicht. Der Öffentlichkeit vorgestellt wurde der neue Continental GTC auf der LA Auto Show im selben Monat. Die ersten Fahrzeuge wurden im Mai 2019 ausgeliefert.
Der Wagen basiert auf der MSB-Plattform der Volkswagen AG. Der angebotene W12-Ottomotor ist eine Weiterentwicklung des Bentayga-Triebwerks und leistet mit 467 kW (635 PS) genauso viel wie im Continental GT. Auf 100 km/h beschleunigt der neue Continental GTC in 3,8 Sekunden, die Höchstgeschwindigkeit gibt Bentley mit 333 km/h an. Ein V8-Ottomotor mit 404 kW (550 PS) folgte Ende 2019. Wie schon die Vorgängermodelle hat der neue Continental GTC wieder ein Stoffdach; es ist sechslagig und öffnet oder schließt sich elektrisch bis zu einer Geschwindigkeit von 50 km/h in 19 Sekunden. Außerdem sind die Vordersitze mit einem Warmluftgebläse für den Nacken ausgestattet. Die Frontscheibe ist doppelt verglast. Das Fahrwerk hat einen auf dem 48 V-Bordnetz aufbauenden Wankausgleich, dessen Elektromotoren 1300 N aufbringen. Wie für die Coupé-Version wurde ein Naim-Soundsystem mit einer Leistung von 2200 Watt und 18 Lautsprechern angeboten.
Der Anfang März 2020 präsentierte und auf zwölf Exemplare limitierte Bacalar hat trotz der optischen Ähnlichkeit zum Continental GTC nur die Türgriffe mit ihm gemein. Im Mai 2024 wurde eine zweisitzige Cabriolet-Variante des Batur vorgestellt, von der 16 Exemplare gebaut werden. Sie stammt wie der Bacalar von Bentleys Karosseriebauer Mulliner. Wie der GTC hat auch das Batur Cabrio den W12-Motor; er leistet hier 551 kW (750 PS) und hat ein maximales Drehmoment von 1000 Nm. Die Abgasanlage besteht aus Titan. Die Kraft wird mittels Allradantrieb übertragen.

### Sondermodelle
Anlässlich des 100-jährigen Jubiläums der Marke Bentley wurde im Juni 2019 das auf 100 Exemplare limitierte Sondermodell Number 1 Edition vorgestellt. Das Sondermodell ist eine Hommage an den Blower-Bentley aus dem Jahr 1929.
Im Februar 2020 präsentierte Bentley das Modell in einer Version des Hausveredlers Mulliner als besonders luxuriös gestaltetes Modell.
Um die Segelkultur an der Côte d’Azur zu feiern, war ausschließlich über Bentley Monaco das in drei Blautönen lackierte Sondermodell Mulliner Riviera Collection erhältlich. Es wurde im Oktober 2022 vorgestellt.
Da Bentley im Frühjahr 2024 die Herstellung des W12-Motors einstellte, wurde im Mai 2023 das auf 120 Exemplare limitierte Sondermodell Speed Edition 12 präsentiert.
Im gleichen Monat wurde die auf fünf Exemplare limitierte Huntsman Edition in Zusammenarbeit, die mit der Maßschneiderei Huntsman in der Savile Row entstand, vorgestellt. Käufer eines Sondermodells erhielten zusätzlich eine maßgeschneiderte Jacke von Huntsman.

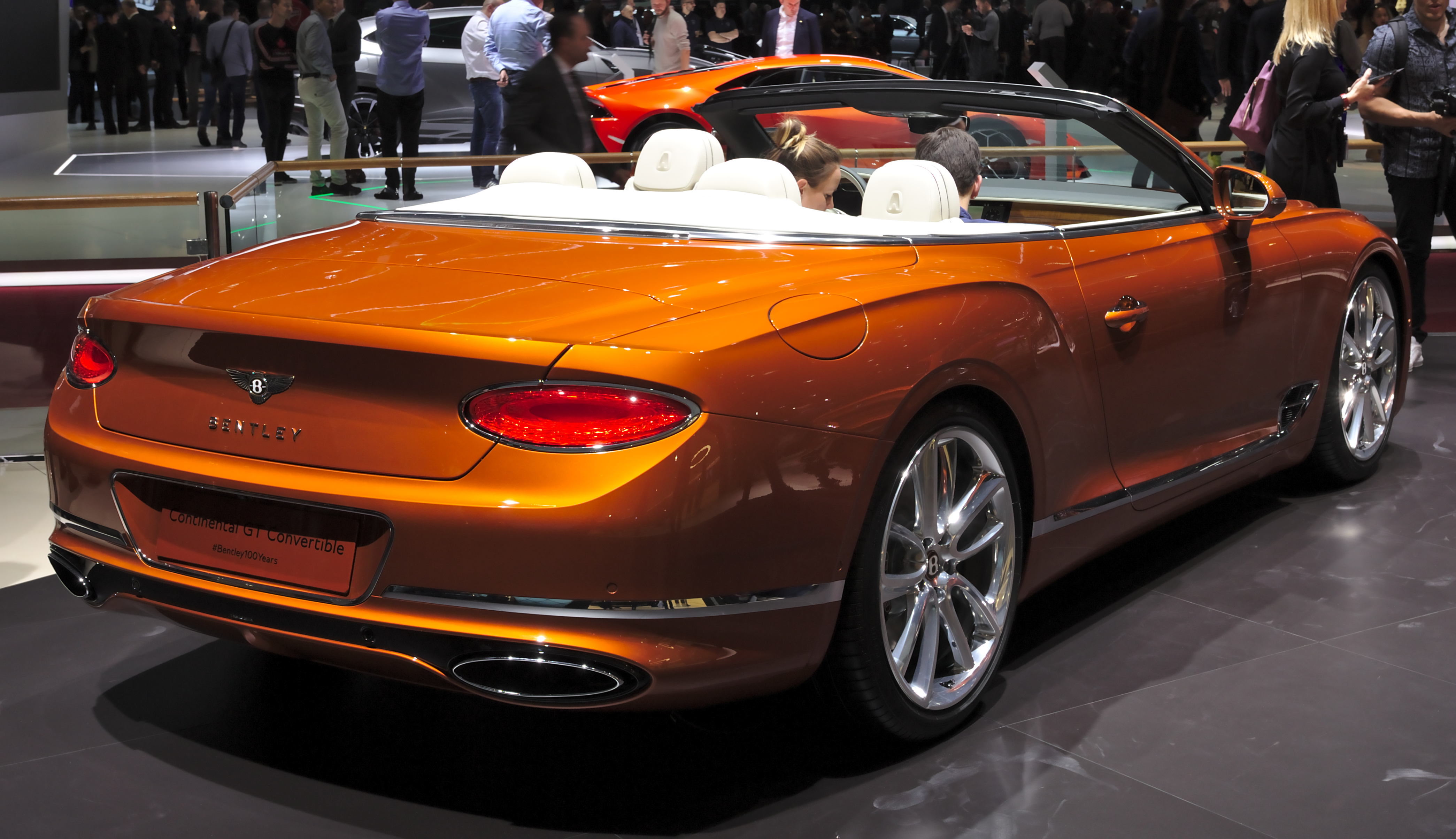
Heckansicht
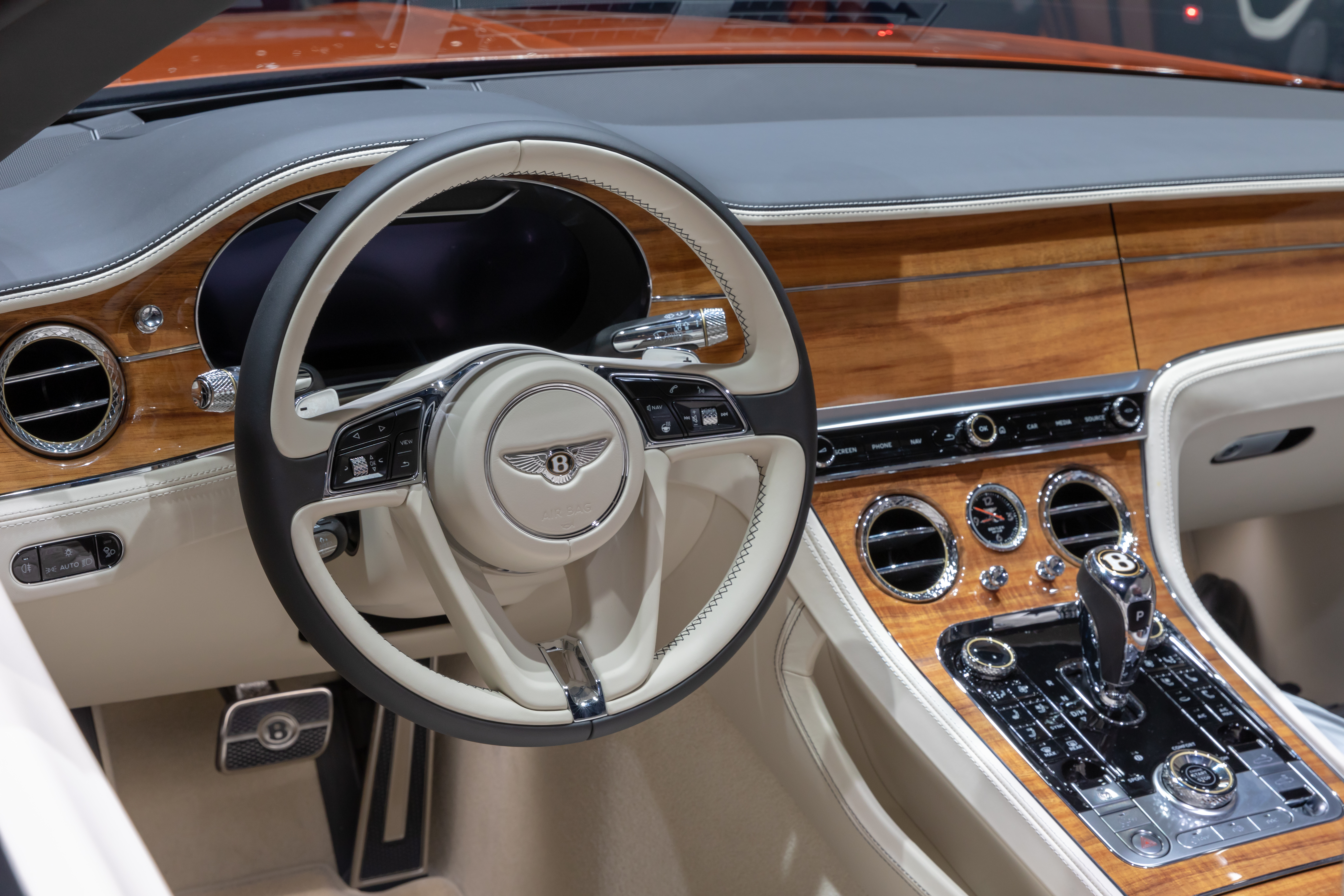
Innenansicht
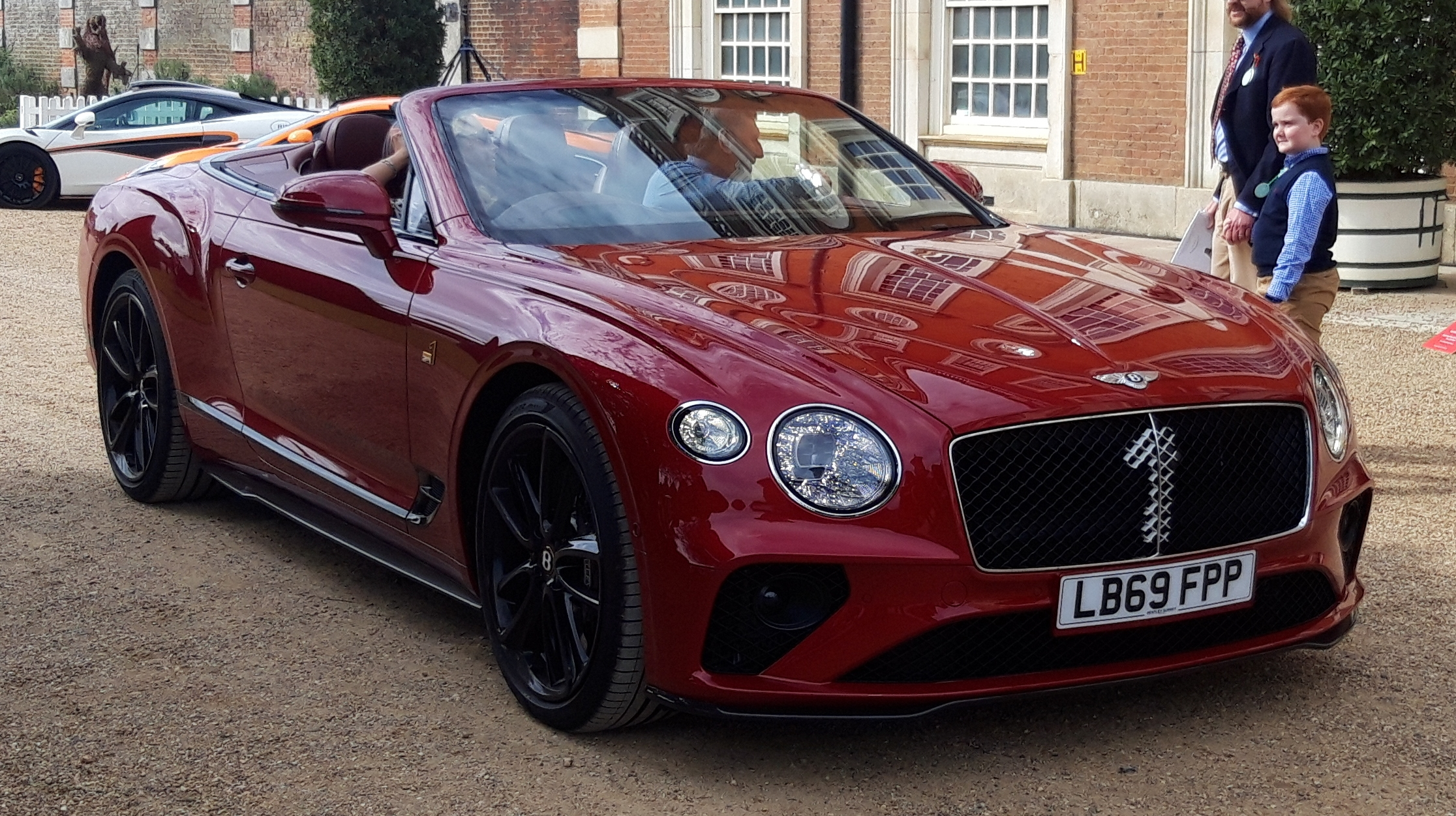
Bentley Continental GTC Number 1 Edition (2019)
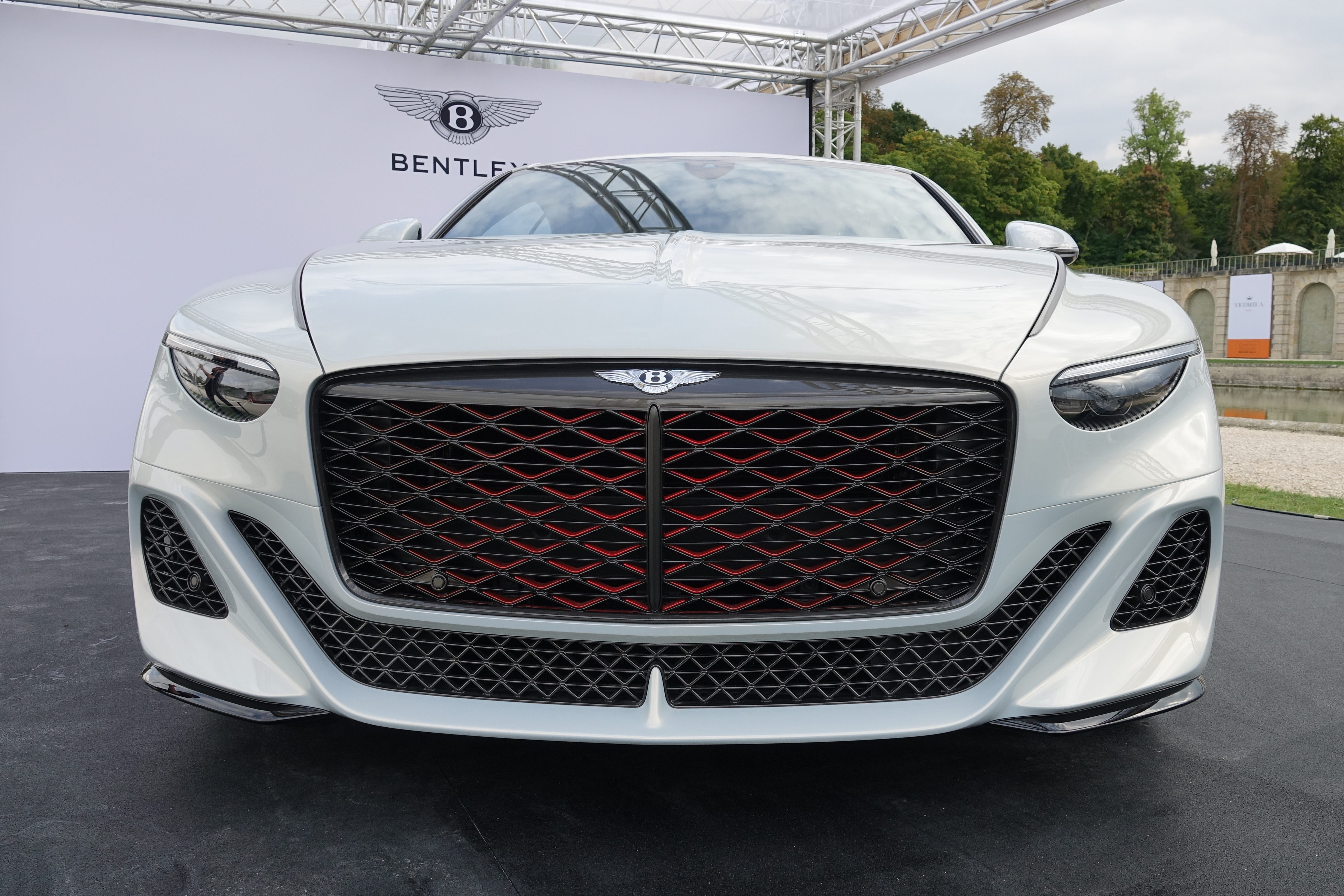
Front eines Batur, 2024 (hier Coupé, 2022)

### GTC Speed
Im März 2021 präsentierte Bentley die leistungsgesteigerte Speed-Variante. Die Leistung beträgt wie im entsprechenden Continental GT 485 kW (659 PS). Die Beschleunigung auf 100 km/h soll in 3,7 Sekunden erfolgen, die Höchstgeschwindigkeit wird mit 335 km/h angegeben. Dieses Modell ist mit Allradlenkung ausgestattet.

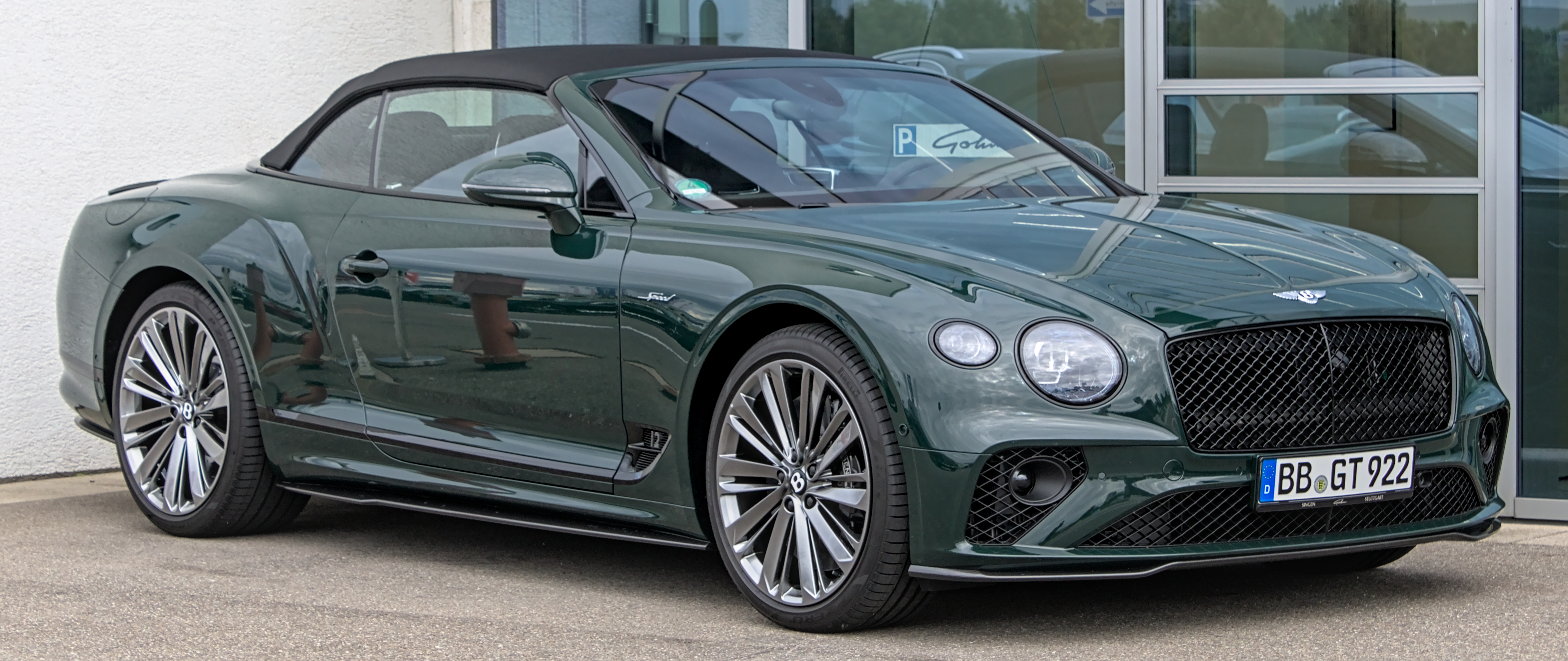
Bentley Continental GTC Speed (2021–2024)
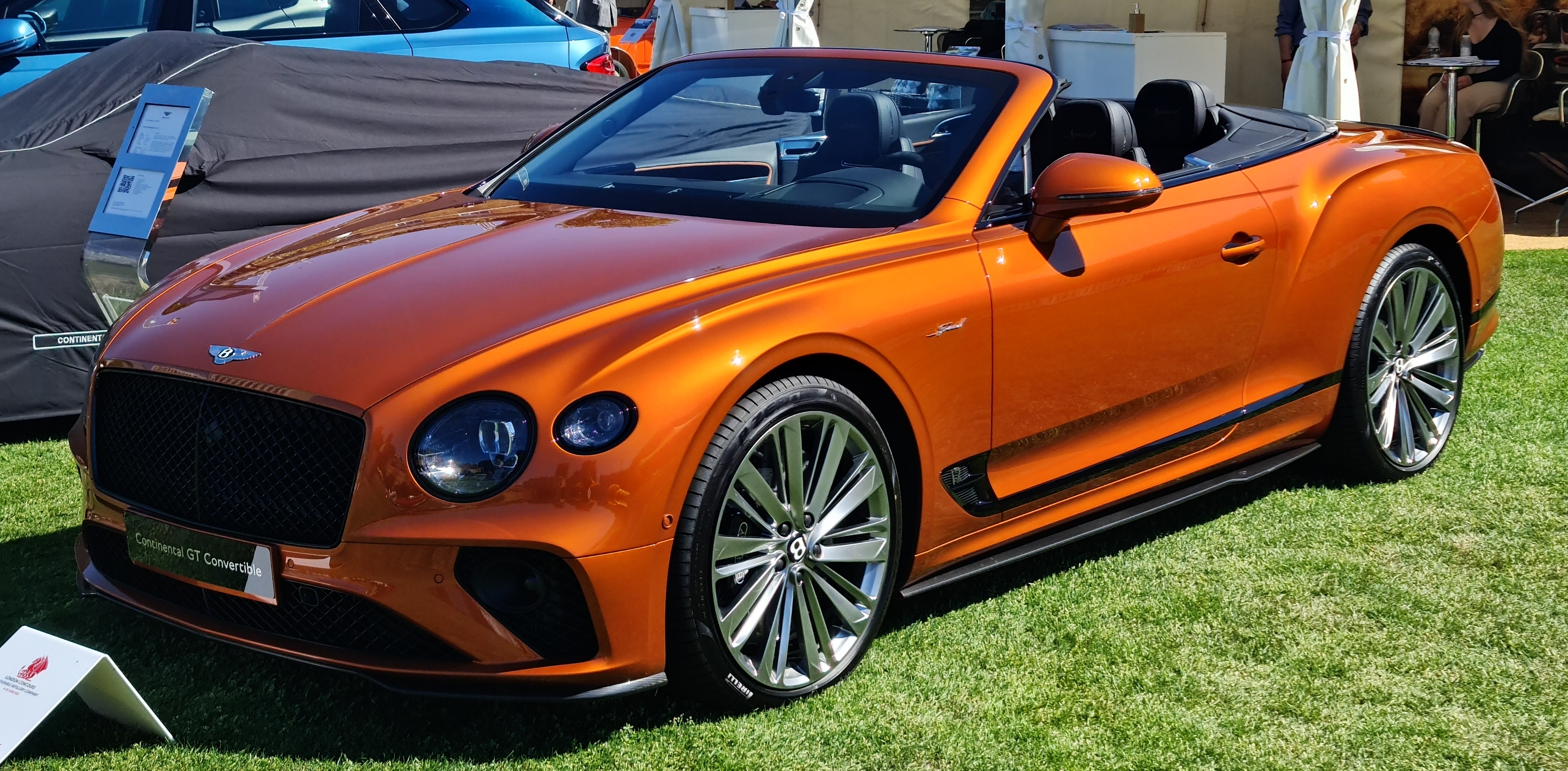
Continental GTC Speed offen
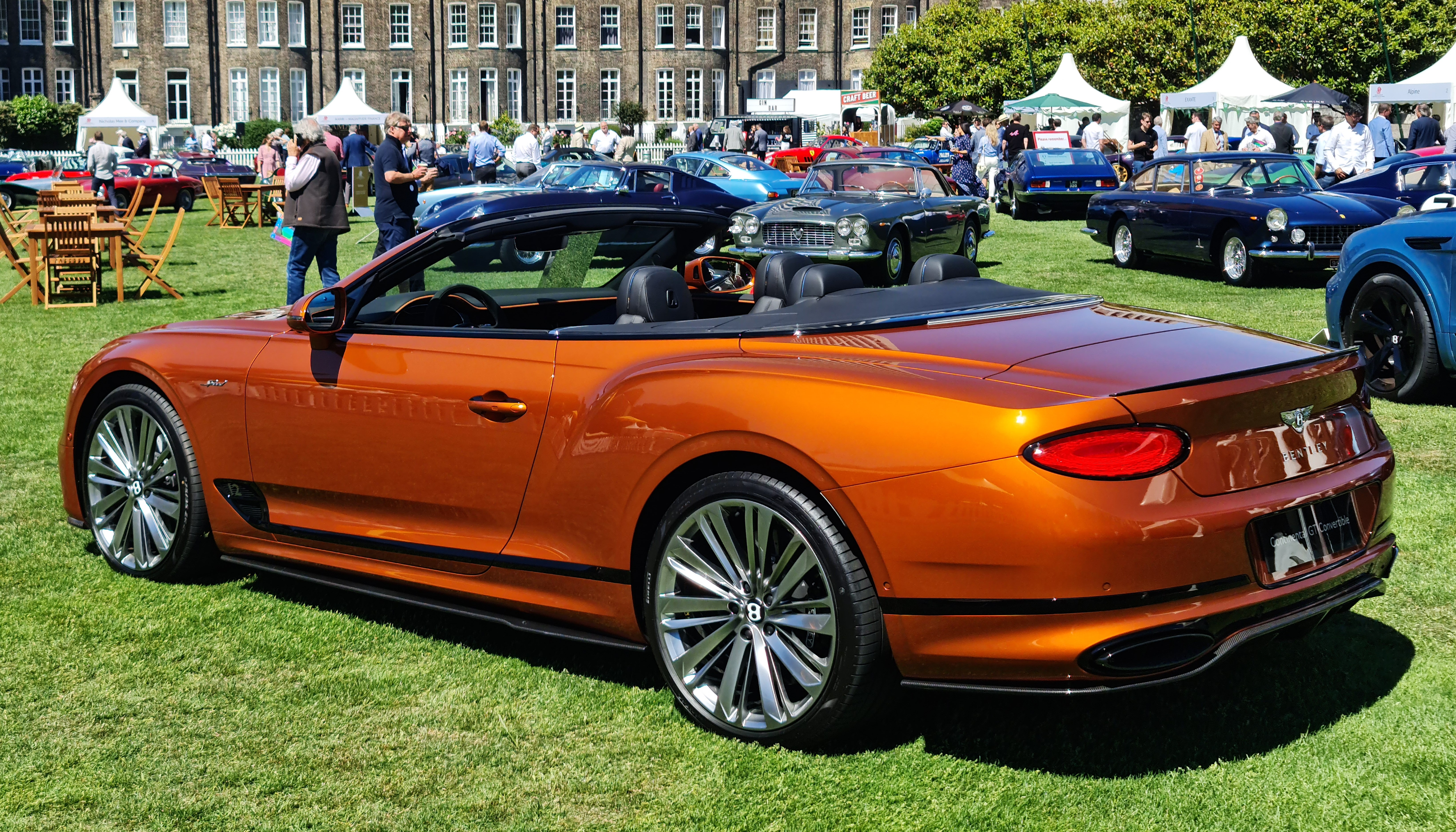
offen, Heckansicht
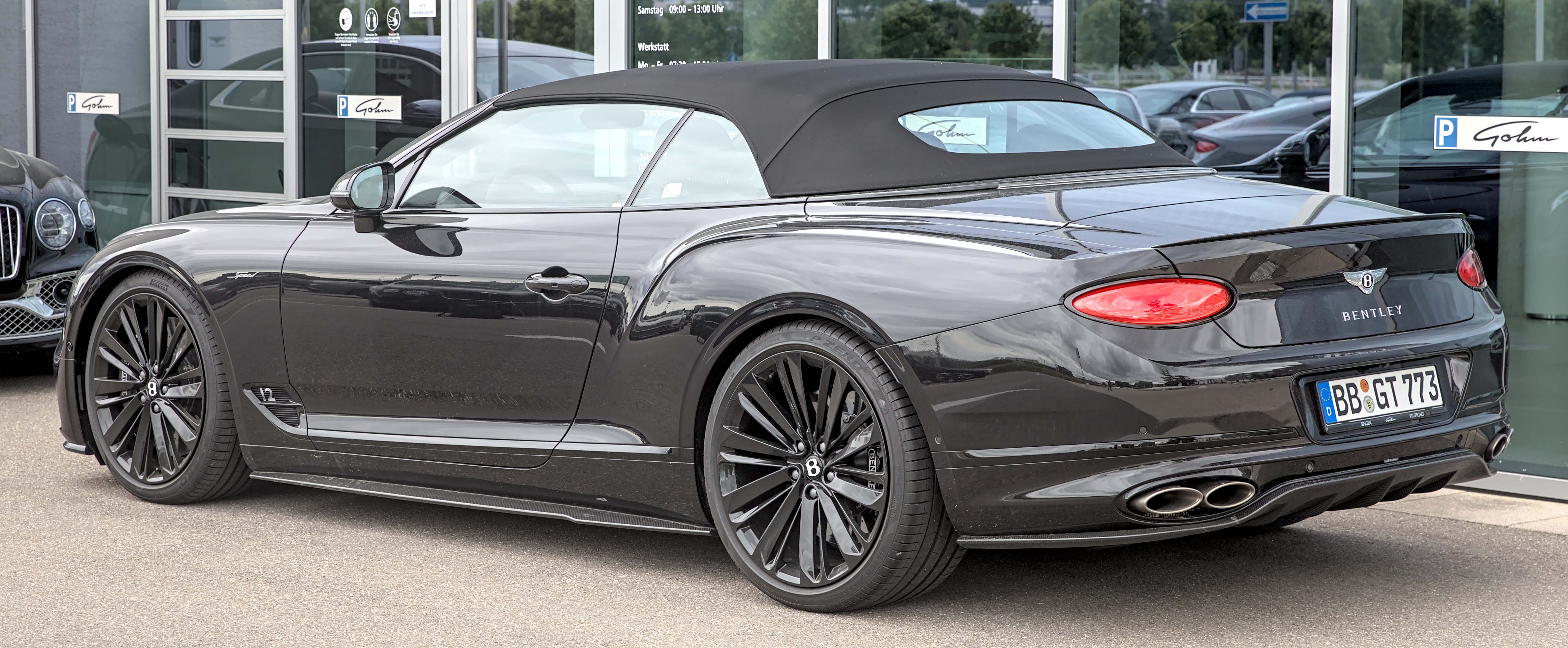
Heckansicht

### Technische Daten
|                                             | Continental GTC V8             | Continental GTC                | Continental GTC Speed          |
| ------------------------------------------- | ------------------------------ | ------------------------------ | ------------------------------ |
| Bauzeitraum                                 | 12/2019–05/2024                | 05/2019–03/2021                | 03/2021–05/2024                |
| Motorkenndaten                              |                                |                                |                                |
| Motortyp                                    | V8-Ottomotor                   | W12-Ottomotor                  | W12-Ottomotor                  |
| Hubraum                                     | 3996 cm³                       | 5950 cm³                       | 5950 cm³                       |
| max. Leistung bei min−1                     | 404 kW (550 PS) / 6000         | 467 kW (635 PS) / 5000–6000    | 485 kW (659 PS) / 5000–6000    |
| max. Drehmoment bei min−1                   | 770 Nm / 2500–4000             | 900 Nm / 1350–4500             | 900 Nm / 1500–5000             |
| Kraftübertragung                            |                                |                                |                                |
| Antrieb                                     | Allradantrieb                  | Allradantrieb                  | Allradantrieb                  |
| Getriebe, serienmäßig                       | 8-Gang-Doppelkupplungsgetriebe | 8-Gang-Doppelkupplungsgetriebe | 8-Gang-Doppelkupplungsgetriebe |
| Messwerte                                   |                                |                                |                                |
| Höchstgeschwindigkeit                       | 318 km/h                       | 333 km/h                       | 335 km/h                       |
| Beschleunigung, 0–100 km/h                  | 4,1 s                          | 3,8 s                          | 3,7 s                          |
| Kraftstoffverbrauch auf 100 km (kombiniert) | 11,4 Liter Super               | 14,0 Liter Super               | 14,3 Liter Super               |
| CO2-Emissionen (kombiniert)                 | 260 g/km                       | 317 g/km                       | 314 g/km                       |
| Abgasnorm                                   | Euro 6                         | Euro 6                         | Euro 6                         |
| Leergewicht                                 | 2335 kg                        | 2414 kg                        | 2436 kg                        |
| Tankinhalt                                  | 90 l                           | 90 l                           | 90 l                           |

## Continental GTC (seit 2024)
Die vierte Generation von Continental GT und Continental GTC wurde am 25. Juni 2024 vorgestellt. Luxuriösere Versionen von Mulliner folgten am 2. Oktober 2024.
Angetrieben wurde diese Generation zum Marktstart ausschließlich von einem Plug-in-Hybrid-Antrieb als Speed-Variante. Der Antrieb kombiniert den aus dem Vorgängermodell bekannten 4,0-Liter-Ottomotor (441 kW) mit einem Elektromotor (140 kW). Die Systemleistung wird mit 575 kW (782 PS) angegeben. Ein Akku mit einem Energieinhalt von 25,9 kWh ermöglicht eine elektrische Reichweite von rund 80 km nach dem WLTP-Fahrzyklus. Eine etwas schwächere Version gibt es seit April 2025.
Wie beim Vorgängermodell arbeitet der Antrieb mit Allradantrieb, das Fahrwerk mit Allradlenkung und einem 48-V-Wankausgleich.

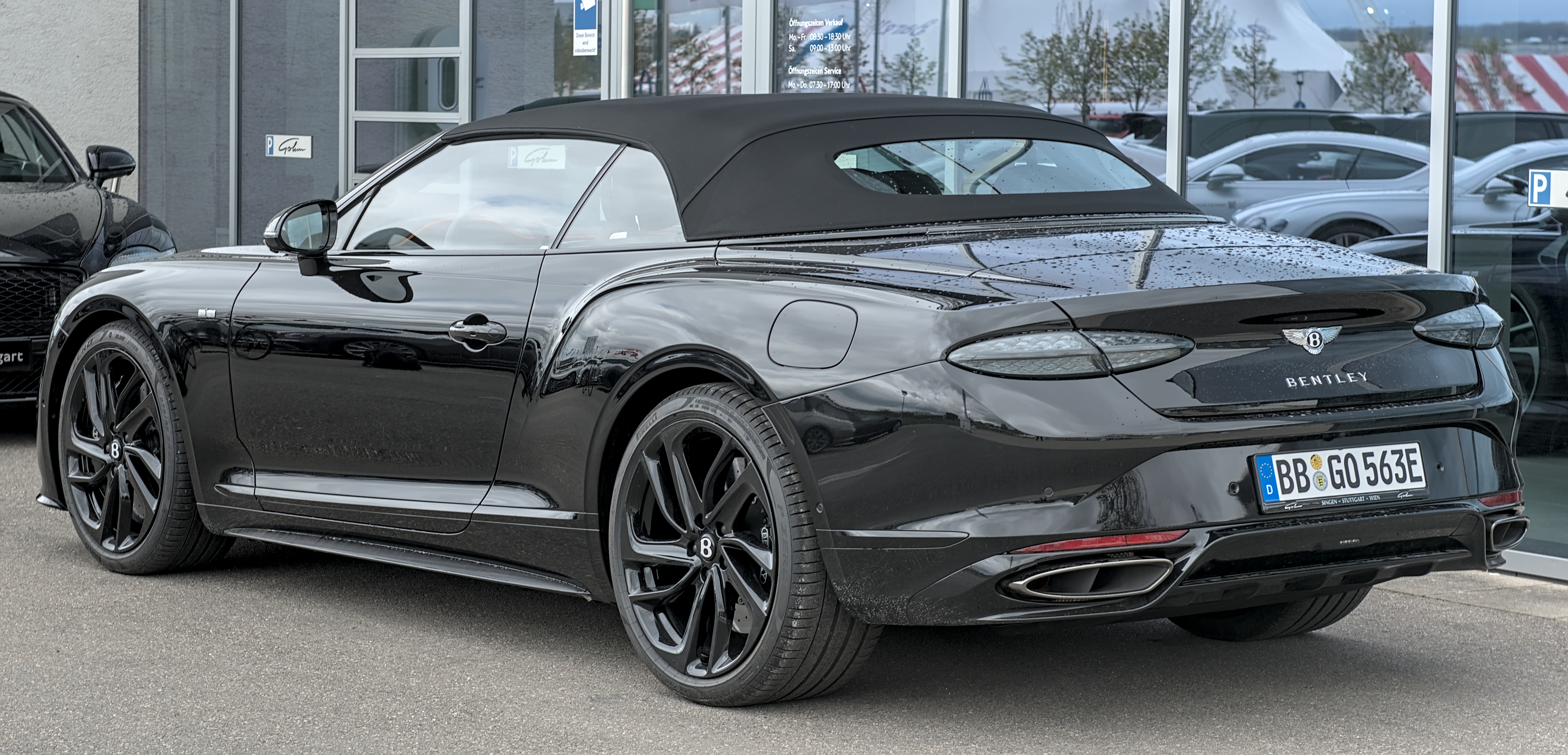
Heckansicht
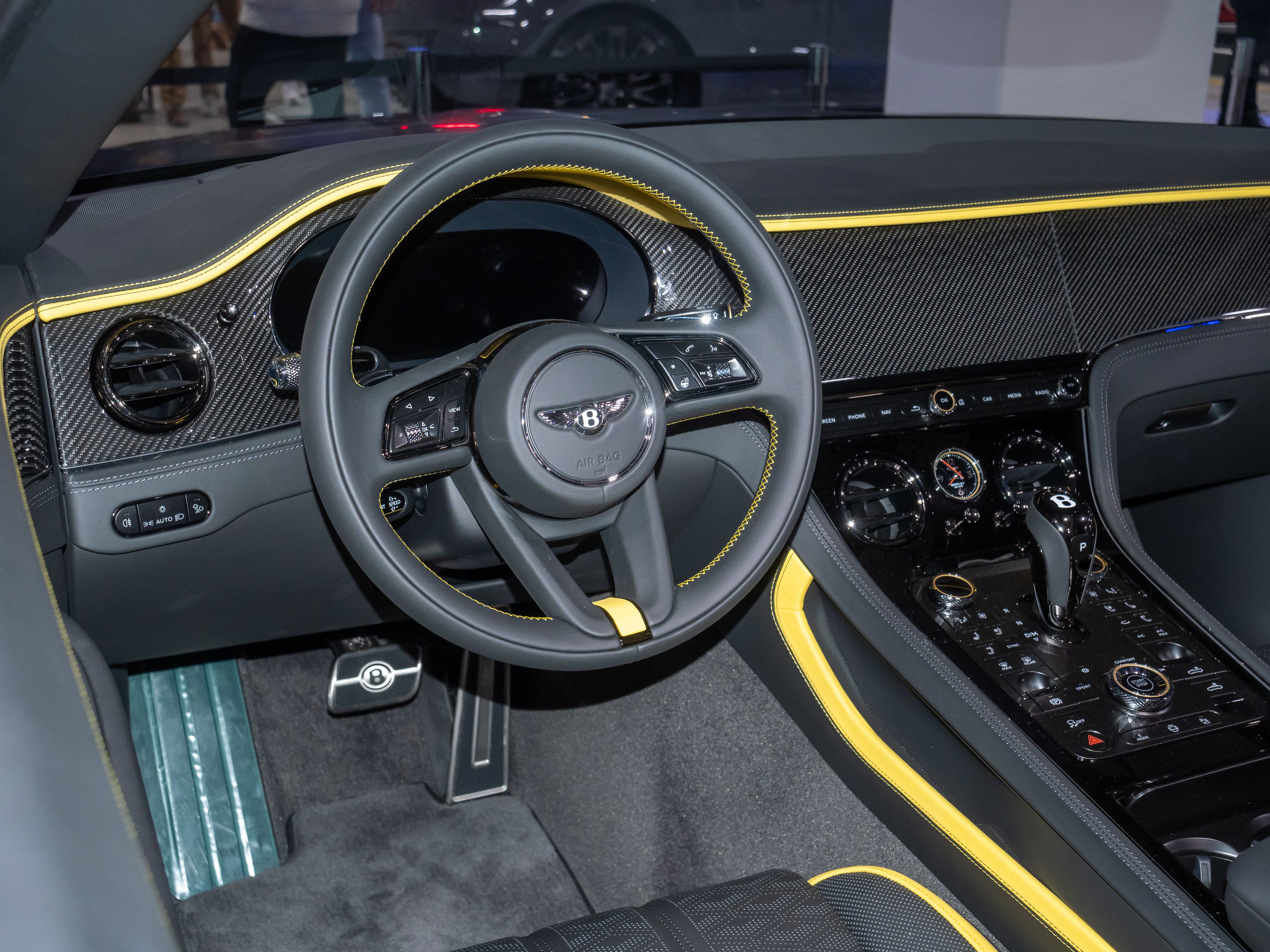
Innenansicht

### Technische Daten
|                                                   | Continental GTC                | Continental GTC Speed          |
| Bauzeitraum                                       | seit 04/2025                   | seit 06/2024                   |
| Motorkenndaten                                    |                                |                                |
| Motortyp                                          | V8-Ottomotor + Elektromotor    | V8-Ottomotor + Elektromotor    |
| Hubraum                                           | 3996 cm³                       | 3996 cm³                       |
| max. Leistung Verbrennungsmotor bei min−1         | 382 kW (519 PS) / 6250         | 441 kW (600 PS) / 6000         |
| max. Leistung Elektromotor                        | 140 kW (190 PS)                | 140 kW (190 PS)                |
| max. Systemleistung                               | 500 kW (680 PS)                | 575 kW (782 PS)                |
| max. Drehmoment Verbrennungsmotor bei min−1       | 770 Nm / 2300–4500             | 800 Nm / 2000–4500             |
| max. Drehmoment Elektromotor                      | 450 Nm                         | 450 Nm                         |
| max. Systemdrehmoment                             | 930 Nm                         | 1000 Nm                        |
| Kraftübertragung                                  |                                |                                |
| Antrieb                                           | Allradantrieb                  | Allradantrieb                  |
| Getriebe                                          | 8-Gang-Doppelkupplungsgetriebe | 8-Gang-Doppelkupplungsgetriebe |
| Messwerte                                         |                                |                                |
| Höchstgeschwindigkeit                             | 270 km/h                       | 285 km/h                       |
| Beschleunigung, 0–100 km/h                        | 3,9 s                          | 3,4 s                          |
| Kraftstoffverbrauch auf 100 km (WLTP, kombiniert) |                                |                                |
| CO2-Emissionen (kombiniert)                       | 31 g/km                        | 31 g/km                        |
| Tankinhalt                                        | 80 l                           | 80 l                           |
| Energieinhalt Akku                                | 25,9 kWh                       | 25,9 kWh                       |
| Elektrische Reichweite, WLTP                      | 82 km                          |                                |
| Abgasnorm                                         | Euro 6e                        | Euro 6e                        |